# The Left Banke
The Left Banke sono stati un gruppo musicale statunitense principalmente ricordato per i suoi singoli del 1966 Walk Away Renée e Pretty Ballerina. Le canzoni dei Left Bank venivano composte dal tastierista Michael Brown e fanno leva su orchestrazioni classiche oltre che le armonie vocali di Steve Martin, Tom Finn e George Cameron. La stampa li considera esponenti del pop barocco.

## Storia
I Left Banke vennero formati a New York nel 1965 dal bassista Tom Finn (in passato membro dei Magic Plants) e il cantante Steve Martin. Gli altri membri del gruppo erano il chitarrista George Cameron, il batterista Warren David-Schierhorst e il tastierista di formazione classica Michael Brown. Il padre di quest'ultimo Harry Lookofsky, che faceva di professione il musicista jazz ed era proprietario dello studio di registrazione World United, produsse nel 1966 Walk Away Renée, il singolo di debutto del gruppo, e Pretty Ballerina; i due singoli raggiunsero rispettivamente la quinta e la quindicesima posizione della Billboard Hot 100. Ad essi seguì il primo album in studio Walk Away Renée/Pretty Ballerina del 1967. Benché attribuito ai Left Banke, il brano Ivy, Ivy del 1967 venne in realtà registrato da Brown e musicisti di sessione a causa delle tensioni interne scoppiate tra i membri del gruppo. L'ultimo brano dei Left Banke a entrare nella Top 100 fu Desiree del 1967. Brown abbandonò il complesso negli anni sessanta per unirsi ai Montage, che pubblicarono un album nel 1968. Il gruppo musicale continuò la sua carriera a più riprese nei decenni seguenti senza riuscire a eguagliare il successo degli esordi. La formazione si sciolse definitivamente negli anni 2010. Brown morì nel 2015 all'età di 65 anni. Martin spirò nel 2020 all'età di 71 anni.

## Formazione

### Ultima formazione
- Steve Martin Caro — voce, chitarra, batteria, tamburino, basso
- George Cameron — batteria, percussioni, voce, chitarra
- Finnegan Shanahan – voce, violino
- Sam Kogon – voce, chitarra
- Stefan Paolini – tastiera
- Dan LeBrun – basso

### Ex membri
- Michael Brown — pianoforte, tastiera, voce
- Tom Finn — basso, chitarra, voce
- Bert Sommer — voce, chitarra
- Warren David-Schierhorst — batterista
- Jeff Winfield — chitarra
- Rick Brand — chitarra, banjo
- Michael McKean — chitarra
- Tom Feher — pianoforte, chitarra
- Mickey Finn – tastiera
- Joe McGinty – tastiera
- John Spurney – tasiera
- Charly Chazalet – basso
- Rick Reil – batteria
- Tony Waldman – batteria

## Discografia parziale

### Album in studio
- 1967 – Walk Away Renée/Pretty Ballerina
- 1968 – The Left Banke Too
- 1986 – Strangers on a Train

### Singoli
- 1966 – Walk Away Renée
- 1966 – Pretty Ballerina
- 1967 – Ivy Ivy
- 1967 – She May Call You Up Tonight
- 1967 – Desiree
- 1968 – Dark Is the Bark
- 1968 – Goodbye Holly
- 1969 – Bryant Hotel
- 1969 – Nice to See You
- 1969 – Myrah
- 1971 – Love Songs in the Night
- 1978 – Queen of Paradise